# آلیس در سرزمین عجایب (فیلم ۱۹۳۱)
آلیس در سرزمین عجایب (انگلیسی: Alice in Wonderland) فیلمی است که در سال ۱۹۳۱ منتشر شد.